# 柯從真
柯從真（英語：Satwant Khanalia，1980年7月24日—），印度外交官，现任印度驻香港及澳门总领事。

## 經歷
柯從真生于1980年7月24日。柯從真毕业于卢迪亚纳的古鲁那纳克·德夫工程学院（Guru Nanak Dev Engineering College），获得电气工程学位，以及昌迪加尔的旁遮普大學商学院，获得工商管理（国际商务）研究生学位。
2007年加入印度外事服務，选择法语作为外语。作為一名職業外交官，她曾在印度駐華盛頓特區和巴黎使團以及外交部尼泊爾事務處、政策規劃與研究部擔任過各種職務，並擔任過外交秘書辦公室主任。
2022年，出任印度驻香港和澳門总领事。11月18日，外交部驻香港特派员公署特派员刘光源接受柯从真到任拜会，并向其颁发《领事证书》。

## 個人生活
柯從真會講印地語、旁遮普語、英語和法語。愛好閱讀、烘焙、看寶萊塢電影和旅行。